# Prismă decagramică
În geometrie prisma decagramică face parte dintr-o familie infinită de prime neconvexe. Are 12 fețe, dintre care 10 fețe laterale pătrate și două baze decagramice regulate, 30 de laturi și 20 de vârfuri. Având 12 fețe, este un tip de dodecaedru deși acest nume este de obicei asociat cu forma poliedrului regulat cu fețe pentagonale. De aceea denumirea de „dodecaedru” este rareori folosită fără precizări suplimentare.

## Ca poliedru semiregulat (sau uniform)
Dacă fețele sunt toate regulate, prisma decagramică este un poliedru semiregulat, mai general, un poliedru uniform, fiind a opta într-un set infinit de prisme formate din fețe laterale pătrate și două baze poligoane stelate regulate. Poate fi văzut ca produsul cartezian al unei decagrame regulate și al unui segment, și reprezentat prin produsul {10/3}×{}. Dualul unei prisme decagramice este o bipiramidă decagramică.

## Simetrie
Grupul de simetrie al unei prisme decagramice drepte este D10h de ordinul 40. Grupul de rotație este D10 de ordinul 20.

## Mărimi asociate

Lungimile diferitelor segmente ale unei decagrame pentru latura = 1

Ca la toate prismele, aria totală A este de două ori aria bazei (Ab) plus aria laterală, iar volumul V este produsul dintre aria bazei și înălțimea (distanța dintre planele celor două baze) h.
Aria bazei este aria decagramei regulate {10/3}, care este dublul ariei unei pentagrame regulate {5/2} cu aceeași lungime a laturii, a:
{\displaystyle A_{b}={\sqrt {5(5-2{\sqrt {5}})}}\,l^{2},}
unde {\displaystyle l=a/\varphi }, cu {\displaystyle \varphi =1,618034\ldots } (secțiunea de aur), rezultă:
{\displaystyle A_{b}={\frac {1}{\varphi ^{2}}}{\sqrt {5(5-2{\sqrt {5}})}}\,a^{2}.}
Pentru a = 1, aria este ≈0,6205414.
Perimetrul bazei este suma segmentelor de pe frontiera bazei, adică (v. figura alăturată):
{\displaystyle P=20({\sqrt {5}}-2)\,a.}
Pentru a = 1, perimetrul bazei este ≈4,7213595.
Aria laterală a prismei cu înălțimea de lungime h este:
{\displaystyle A_{lat}=Ph,}
iar aria totală este:
{\displaystyle A=2A_{b}+A_{lat}}
Pentru a = 1 și h = 1 aria totală este ≈5,962442.
Volumul este:
{\displaystyle V=A_{b}h.}
Pentru a = 1 și h = 1 volumul este ≈0,6205414.

## Vazi și
- Compus de șase prisme decagramice